# I'm Glad You're Here With Me Tonight
I'm Glad You're Here With Me Tonight es el undécimo álbum de estudio del cantautor estadounidense Neil Diamond, publicado el 11 de noviembre de 1977. Incluye la versión como solista de la canción «You Don't Bring Me Flowers», popularizada en 1978 en un dueto con Barbra Streisand.

## Lista de canciones
| Lado A |                                        |          |  |
| N.º    | Título                                 | Duración |  |
| 1.     | «God Only Knows»                       | 4:01     |  |
| 2.     | «Let Me Take You in My Arms Again»     | 2:56     |  |
| 3.     | «Once in a While»                      | 3:34     |  |
| 4.     | «Let the Little Boy Sing»              | 3:24     |  |
| 5.     | «I'm Glad You're Here With Me Tonight» | 4:18     |  |

| Lado B |                              |          |  |
| N.º    | Título                       | Duración |  |
| 1.     | «Lament in D Minor»          | 1:10     |  |
| 2.     | «Dance of the Sabres»        | 4:46     |  |
| 3.     | «Desiree»                    | 3:19     |  |
| 4.     | «As If»                      | 3:26     |  |
| 5.     | «You Don't Bring Me Flowers» | 3:08     |  |
| 6.     | «Free Man in Paris»          | 4:46     |  |